# Freccia Vallone 1978
La Freccia Vallone 1978, quarantaduesima edizione della corsa, si svolse il 20 aprile 1978 per un percorso di 223 km. La vittoria fu appannaggio del francese Michel Laurent, che completò il percorso in 5h56'22" precedendo l'italiano Gianbattista Baronchelli e il tedesco occidentale Dietrich Thurau.
Al traguardo di Verviers furono 55 i ciclisti, dei 160 partiti dalla medesima località, che portarono a termine la competizione.

## Ordine d'arrivo (Top 10)
| Pos. | Corridore                | Squadra                 | Tempo    |
| ---- | ------------------------ | ----------------------- | -------- |
| 1    | Michel Laurent           | Peugeot-Esso-Michelin   | 5h56'22" |
| 2    | Gianbattista Baronchelli | Scic-Bottecchia         | s.t.     |
| 3    | Dietrich Thurau          | IJsboerke-Gios          | s.t.     |
| 4    | Gerrie Knetemann         | TI-Raleigh              | s.t.     |
| 5    | Michel Pollentier        | Flandria-Velda-Lano     | s.t.     |
| 6    | Hennie Kuiper            | TI-Raleigh              | s.t.     |
| 7    | Joop Zoetemelk           | Miko-Mercier-Hutchinson | s.t.     |
| 8    | Henk Lubberding          | TI-Raleigh              | a 1'15"  |
| 9    | Sven-Åke Nilsson         | Miko-Mercier-Hutchinson | s.t.     |
| 10   | Joseph Bruyère           | C & A                   | s.t.     |